# Erwin Wax
Erwin Wax (* 14. Oktober 1920) ist ein ehemaliger deutscher Fußballspieler. Für SC Union 06 Berlin absolvierte er von 1950 bis 1957 in der Stadtliga Berlin 117 Rundenspiele und erzielte dabei 37 Tore. Der Offensivspieler gehörte der Meisterelf von Union 06 in der Saison 1952/53 an, welche die Berliner Meisterschaft gewann. Zuvor hatte der spielstarke Flügelstürmer bereits 1947/48 mit der SG Oberschöneweide das Double mit Meisterschaft und Pokal in Berlin gewonnen. Erstmals hatte er sich mit Oberschöneweide 1947 in den Spielen um den Berliner Pokal durchgesetzt.

## Laufbahn

### Oberschöneweide, bis 1950
In der Saison 1946/47 wurde Wax mit seinen Mannschaftskameraden aus Köpenick, der SG Oberschöneweide, Staffelsieger in der zweiten Berliner Spielklasse und stieg damit in die damals noch gesamtberlinerische Stadtliga zur Runde 1947/48 auf. Am 9. Februar 1947 gewannen die zweitklassigen Oberschöneweider das Pokalfinale gegen den späteren Berliner Meister SG Wilmersdorf mit 4:3 nach Verlängerung. Wax stürmte dabei neben den Angriffskollegen Walter Sowade, Paul Decker, Werner Fiedler und Josef Zöllner am linken Flügel. Im ersten Jahr in der Stadtliga, 1947/48, spielten sich Wax und Kollegen mit 35:9 Punkten zur Meisterschaft und der flinke und fintenreiche Flügelstürmer hatte dabei 13 Tore erzielt. Die Pokalverteidigung gelang am 25. April 1948 mit einem 3:1 im Wiederholungsspiel gegen die SG Charlottenburg.
In der zweiten Stadtligasaison, 1948/49, landete die „Elf von Sadowa“ hinter der SG Wilmersdorf (BSV 92) und der SG Charlottenburg (Tennis Borussia) auf dem dritten Rang. In dieser Runde hatte Wax zehn Tore erzielt. Im dritten Jahr, 1949/50 verhinderte Tennis Borussia den zweiten Meisterschaftserfolg, das Team aus der Wuhlheide wurde unter Trainer Johannes Sobek Vizemeister. Mittelstürmer Heinz Rogge wurde mit 29 Treffern Torschützenkönig und Wax hatte 24 Ligaspiele bestritten. Aus Protest hatte Union Ob bereits ab März 1950 seine Heimspiele im Poststadion in Westberliner Bezirk Tiergarten ausgetragen. Die Einführung des Vertragsfußballs in Westberlin hatte die Ostberliner DS dazu veranlasst, die Mannschaft aus der gemeinsamen Stadtliga Berlin zurückzuziehen. Nach dem Gewinn der Vizemeisterschaft trug Oberschöneweide ohne Zustimmung des Ostberliner DS das Spiel um die Endrunde der deutschen Fußballmeisterschaft am 28. Mai 1950 in Kiel gegen den Hamburger SV aus. In der Formation mit Gerhard Wittke (Torhüter), dem Verteidigerpaar Erhard Bolduan und Richard Strehlow, der Läuferreihe Günther Schulz, Herbert Stelter und Kurt Senglaub, sowie dem Angriff mit Erwin Wax, Manfred Seidel, Heinz Rogge, Paul Salisch und Heinz Lehninger wurde das Spiel mit 0:7 verloren.
Am 9. Juni 1950 wurde in West-Berlin der neue Verein SC Union 06 Berlin gegründet und war in der Berliner Stadtliga spielberechtigt. Das Pokalfinale verlor die Mannschaft von Wax am 14. Juni mit 0:2 gegen Meister Tennis Borussia. 
Am 26. März 1950 hatte Wax auf Rechtsaußen die Stadtauswahl Berlin im Spiel gegen Sachsen (2:0) vertreten.

### Union 06 Berlin, 1950 bis 1957
Mit zwei Vizemeisterschaften 1951 und 1952 startete Union 06 in die Stadtliga Berlin; die „Veilchen“ von Tennis Borussia gewannen jeweils die Meisterschaft. Wax kam in den zwei Runden auf 45 Ligaeinsätze, in denen er 13 Tore erzielte. Dem meisterschaftsentscheidenden Spiel am 6. April 1952 zwischen TeBe und Union 06 hatten 75.000-Fans beigewohnt; die „Veilchen“ gewannen mit 4:2. In die Saison 1952/53 startete Wax mit seinen Blau-Weißen mit einer 0:2-Auswärtsniederlage gegen den Spandauer SV. Es blieb für Union 06 aber die einzige Niederlage der Runde, so dass die Meisterschaft mit 40:8 Punkten vor dem Spandauer SV und Titelverteidiger Tennis Borussia mit jeweils 31:17 Punkten, souverän mit Trainer Helmuth Krüger herausgespielt wurde. In der Endrunde um die deutsche Meisterschaft erwiesen sich aber die Konkurrenten des Hamburger SV, VfB Stuttgart und Borussia Dortmund deutlich überlegen. Mit 1:11 Punkten belegte Union den vierten Rang in der Gruppenphase.
Die Titelverteidigung gelang 1953/54 mit dem Erreichen des dritten Ranges nicht und in der Rückrunde 1956/57 verabschiedete sich Wax mit dem Spiel am 14. April 1957 bei Tasmania 1900 Berlin (2:1) als Aktiver aus der Stadtliga. Insgesamt hat er von 1950 bis 1957 für Union 06 117 Ligaspiele absolviert und dabei 37 Tore erzielt.
Herausragende Spiele hatte Wax auch als Angreifer in der Stadtauswahl von Berlin. Es waren insbesondere die Einsätze am 11. Februar 1951 beim Heimremis von 2:2 in der Stadtauswahl gegen Zürich, wo er vor 90.000 Zuschauern die zwischenzeitliche 2:1-Führung erzielte; das 1:1-Heimremis am 21. Dezember 1952 gegen Stockholm und die beiden Spiele im Jahr 1953 gegen London, wo es aber jeweils deutliche Niederlagen (1:6, 0:4) gab.

### Erfolge
- Meister in der Stadtliga Berlin: 1948 mit SG Oberschöneweide; 1953 mit Union 06
- Berliner Pokalsieger: 1947 und 1948 mit SG Oberschöneweide